# Princesa Cypria
Die Princesa Cypria war ein Kreuzfahrtschiff der zypriotischen Louis Cruise Line, das ursprünglich 1968 als Passagierfähre Prinsesse Margrethe in Dienst gestellt wurde.

## Dienstzeit
Die Prinsesse Margrethe wurde 1965 als eines von 4 Schwesterschiffen von DFDS bestellt und bei Cantieri Navali del Torrino e Riuniti in Genua gebaut. Nach dem Stapellauf am 15. Mai 1967 fand am 29. August 1968 die Übernahme durch die Reederei statt. Am 21. September 1968 folgte die Indienststellung auf der Route Kopenhagen-Oslo.
Am 31. Januar 1971 lief die Prinsesse Margrethe auf Grund, wodurch die Passagiere auf eine andere Fähre umsteigen mussten. Der Schaden am Schiff war jedoch nicht sehr hoch, weshalb das Schiff nach Reparaturen im Februar wieder in Dienst gestellt werden konnte. Im Dezember 1971 wurde die Prinsesse Margrethe in Aalborg umgebaut und mit zusätzlichen Kabinen ausgestattet. Im November 1975 folgte ein weiterer Umbau. Im Oktober 1983 wurde die Prinsesse Margrethe schließlich ausgemustert und zum Verkauf angeboten.
Im August 1984 wurde das Schiff an die Fujian Province Shipping Co. mit Sitz in Xiamen verkauft und in Lu Jiang umbenannt, um weiter als Fähre eingesetzt zu werden. 1988 folgte ein weiterer Verkauf an die Gold Coast Line, die das Schiff in Asia Angel umbenannte. Bereits wenige Monate später wurde das Schiff jedoch erneut zum Verkauf angeboten.
Im Dezember 1988 kaufte die zypriotische Louis Cruise Line das Schiff als Ergänzung zur Princesa Marissa, die bis dahin das einzige Schiff der Reederei war. Die Asia Angel 1989 wurde modernisiert und in Princesa Cypria umbenannt, um ab 1990 als Kreuzfahrtschiff eingesetzt zu werden. Die Princesa Cypria wurde vorwiegend für kürzere Kreuzfahrten im Mittelmeer eingesetzt. Nach einer ereignislosen Dienstzeit wurde das Schiff im November 2001 ausgemustert und in Eleusis aufgelegt. Nach mehr als drei Jahren Aufliegezeit wurde die Princesa Cypria zum Abbruch nach Indien verkauft und in Princes umbenannt. Am 6. April 2005 traf das Schiff im indischen Alang ein, wo es am 11. April auf den Strand gezogen und abgewrackt wurde.